# Marta Quintana
Marta Quintana (Buenos Aires, Argentina; 1966 - Ibídem; 25 de septiembre de 2014) fue una actriz y vedette argentina.

## Carrera
Marta Quintana fue una destacada vedette, que con su figura y belleza, se lució en el rol de "segunda" en numerosas obras revisteriles encabezadas por primeros cómicos de la talla de Alberto Olmedo, Adolfo Stray, José Marrone, Juan Carlos Altavista, Dringue Farías, Fidel Pintos Vicente Rubino, y Alfredo Barbieri. Trabajó con las primeras vedettes Nélida Roca, Nélida Lobato, Sofía Bozán, Norma Pons, entre otras.
Nacida en la localidad de Tigre (Buenos Aires), se crio desde muy chica junto a su hermano menor Juan Bautista Quintana, y se interesó en el ambiente teatral siendo una adolescente.
Llegó al cine con la película La casa de Madame Lulú en 1968, con la dirección de Julio Porter y la actuación de Enzo Viena y Libertad Leblanc.

## Teatro
- Gasalla y corrientes (1978), con Antonio Gasalla, Moria Casán, Enrique Pinti y el bailarín Pedro Sombra.[2]